# Sispony
Sispony is een dorp (Catalaans: quart) in de Andorrese parochie La Massana en telt 1037 inwoners (2010). Het plaatsje ligt ten westen van Anyós, aan de overkant van de Valira del Nord, en net ten zuiden van het centrum van de parochie.
De patroonheilige van het dorp is Johannes, aan hem zijn de Sint-Johanneskerk en het festa major gewijd. Sispony wordt voor het eerst vermeld in een verdrag uit 1162. 

## Geografie
In het zuiden van Sispony mondt de Riu Muntaner in de Valira del Nord uit. Deze rivier wordt overspannen door de Pont del Riu Muntaner, waarover de hoofdweg CG-3 richting La Massana-stad loopt. Op de rechteroever van de Riu Muntaner ligt ook het kerkhof van Sispony.
Bij Sispony liggen de bronnen Font de la Birena en Font del Vi.

## Toerisme en bezienswaardigheden

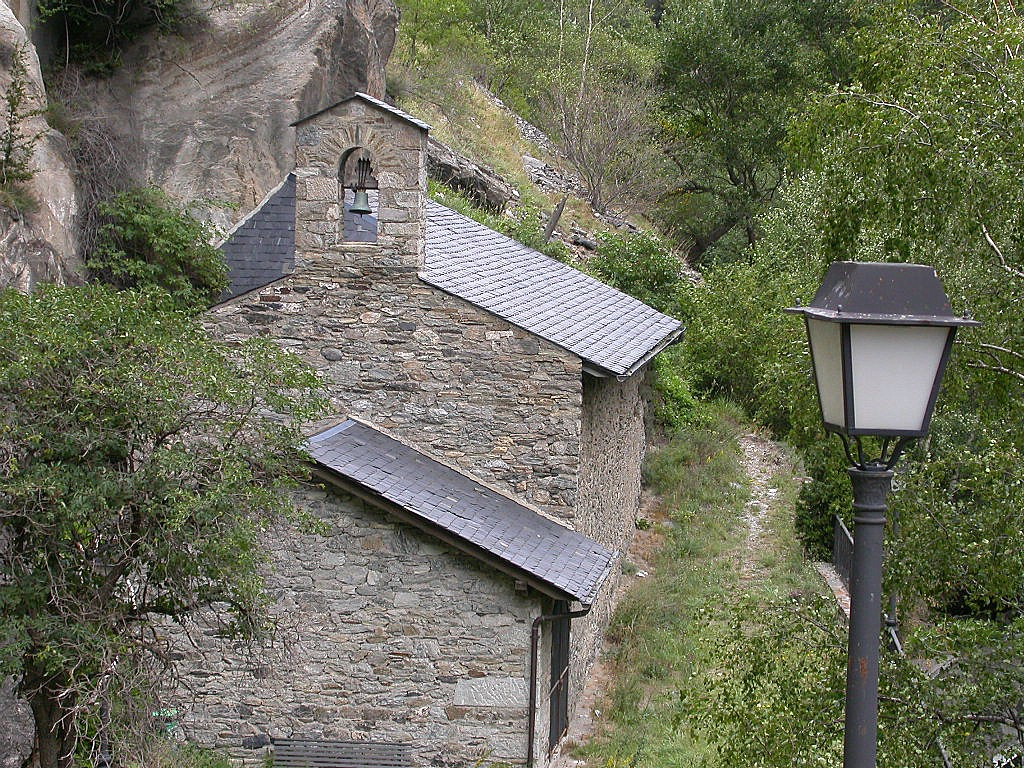
De Sint-Antoniuskerk

In Sispony liggen het etnologische Museu Casa Rull en de barokke Sint-Johanneskerk (església de Sant Joan de Sispony). In de bergen ten westen van het centrum ligt op 1690 meter hoogte de berghut Refugi dels Cortals de Sispony. Ten zuidoosten van het dorpscentrum, aan de oever van de Valira del Nord, ligt de Sint-Antoniuskerk (església de Sant Antoni de la Grella). De Pont de Sant Antoni de la Grella over de Valira del Nord, nog zuidelijker, wordt soms Pont de Sispony genoemd, maar men rekent ze doorgaans tot Anyós.

Quarts: Anyós · Arinsal · Erts · L'Aldosa de la Massana · La Massana · Pal · Sispony

Andere kernen: El Pui · Escàs · Mas de Ribafeta · Puiol del Piu · Xixerella